# 樋口知志
樋口知志（ひぐち ともじ、1959年-　）は、日本の歴史家。日本古代史を専門領域とする。文学博士（東北大学）。岩手大学教授。

## 経歴
1959年（昭和34年）、東京都板橋区に生まれる。1982年（昭和57年）3月、横浜国立大学教育学部小学校教員養成課程卒業。1984年（昭和59年）3月、文学修士（東北大学）。1987年（昭和62年）、東北大学大学院文学研究科博士後期課程単位取得中退。1987年より1990年（平成2年）まで東北大学助手。1990年から1995年（平成7年）まで北海道教育大学旭川校助教授。1995年4月から2006年（平成18年）9月まで岩手大学助教授。2006年10月から岩手大学人文社会科学部教授。

## 主な著作

### 単著
- 『前九年・後三年合戦と奥州藤原氏』高志書院、2011年3月。ISBN 978-4862150882。
- 『阿弖流為 夷俘と号すること莫かるべし』ミネルヴァ書房〈ミネルヴァ日本評伝選〉、2013年10月。ISBN 978-4623066995。

### 共著
- 横手市監修、入間田宣夫・坂井秀弥編 編『前九年・後三年合戦－11世紀の城と館－』高志書院、2011年12月。ISBN 978-4862151049。
- 船木義勝、熊田亮介、小松正夫、日野久、渡部育子、鐘江宏之、鈴木拓也、高橋学 ほか『秋田市史第1巻 通史編 先史・古代』秋田市、2004年3月。
- 高橋信雄・菅野文夫・名須川溢男 著、細井計 編『南部と奥州道中』吉川弘文館〈街道の日本史6〉、2002年5月。ISBN 978-4642062060。

### 編著
- 小口雅史、八木光則ほか『前九年・後三年合戦と兵の時代』吉川弘文館〈東北の古代史5〉、2016年4月。ISBN 978-4-642-06491-0。
- 樋口知志・伊藤博幸監修、西野修・八木光則 編『岩手県出土文字資料集成（第5回東北文字資料研究会資料第2分冊）』東北芸術工科大学文化財保存修復研究センター、2007年11月。